# Йоав Зів
Йоав Зів (івр. יואב זיו, нар. 16 березня 1981, Хадера) — ізраїльський футболіст, що грав на позиції захисника за низку клубних команд і національну збірну Ізраїлю.

## Клубна кар'єра
У дорослому футболі дебютував 2000 року виступами за команду клубу «Маккабі» (Хайфа), в якій провів один сезон, взявши участь лише в одному матчі чемпіонату. 
Згодом з 2002 по 2005 рік грав у складі команд клубів «Хапоель» (Хайфа) та «Назарет-Ілліт».
Своєю грою за останню команду привернув увагу представників тренерського штабу клубу «Бейтар» (Єрусалим), до складу якого приєднався 2005 року. Відіграв за єрусалимську команду наступні чотири сезони своєї ігрової кар'єри. Більшість часу, проведеного у складі єрусалимського «Бейтара», був основним гравцем захисту команди.
Протягом 2009—2010 років грав у Бельгії, де захищав кольори «Локерена».
До складу клубу «Маккабі» (Тель-Авів) приєднався 2010 року. Протягом наступних шести років встиг відіграти за тель-авівську команду 130 матчів у національному чемпіонаті, після чого вирішив завершити ігрову кар'єру.

## Виступи за збірні
2002 року залучався до складу молодіжної збірної Ізраїлю. На молодіжному рівні зіграв в одному офіційному матчі.
2006 року дебютував в офіційних матчах у складі національної збірної Ізраїлю. Протягом семи років провів у формі головної команди країни 32 матчі.